# Aleuroplatus
Aleuroplatus is een geslacht van halfvleugeligen (Hemiptera) uit de familie witte vliegen (Aleyrodidae), onderfamilie Aleyrodinae.
De wetenschappelijke naam van dit geslacht is voor het eerst geldig gepubliceerd door Quaintance & Baker in 1914. De typesoort is Aleurodes quercusaquaticae.

## Soorten
Aleuroplatus omvat de volgende soorten:
- Aleuroplatus acaciae Bink-Moenen, 1983
- Aleuroplatus affinis Takahashi, 1961
- Aleuroplatus agauriae Takahashi, 1955
- Aleuroplatus akeassii Cohic, 1969
- Aleuroplatus alcocki (Peal, 1903)
- Aleuroplatus alpinus Takahashi, 1955
- Aleuroplatus anapatsae Takahashi, 1951
- Aleuroplatus berbericolus Quaintance & Baker, 1917
- Aleuroplatus bignoniae Russell, 1944
- Aleuroplatus biluminiporus Martin & Malumphy, 2002
- Aleuroplatus bossi Takahashi, 1936
- Aleuroplatus cadabae Priesner & Hosny, 1934
- Aleuroplatus claricephalus Takahashi, 1940
- Aleuroplatus cockerelli (von Ihering, 1897)
- Aleuroplatus cococolus Quaintance & Baker, 1917
- Aleuroplatus coronata (Quaintance, 1900)
- Aleuroplatus daitoensis Takahashi, 1940
- Aleuroplatus dentatus Sampson & Drews, 1941
- Aleuroplatus dorsipallidus Martin, 1988
- Aleuroplatus dubius Takahashi, 1955
- Aleuroplatus elmarae Mound & Halsey, 1978
- Aleuroplatus epigaeae Russell, 1944
- Aleuroplatus evodiae Takahashi, 1960
- Aleuroplatus fici Takahashi, 1932
- Aleuroplatus ficifolii Takahashi, 1942
- Aleuroplatus ficusrugosae Quaintance & Baker, 1917
- Aleuroplatus gelatinosus (Cockerell, 1898)
- Aleuroplatus graphicus Bondar, 1923
- Aleuroplatus hiezi Cohic, 1968
- Aleuroplatus hoyae (Peal, 1903)
- Aleuroplatus ilicis Russell, 1944
- Aleuroplatus incisus Quaintance & Baker, 1917
- Aleuroplatus incurvatus Takahashi, 1961
- Aleuroplatus insularis Takahashi, 1941
- Aleuroplatus joholensis Corbett, 1935
- Aleuroplatus lateralis Bondar, 1923
- Aleuroplatus latus Takahashi, 1939
- Aleuroplatus liquidambaris Takahashi, 1941
- Aleuroplatus magnoliae Russell, 1944
- Aleuroplatus malayanus Takahashi, 1955
- Aleuroplatus mameti Takahashi, 1937
- Aleuroplatus manjakaensis Takahashi, 1955
- Aleuroplatus multipori Takahashi, 1940
- Aleuroplatus myricae Quaintance & Baker, 1917
- Aleuroplatus mysorensis David & Subramaniam, 1976
- Aleuroplatus neovatus Takahashi, 1961
- Aleuroplatus oculiminutus Quaintance & Baker, 1917
- Aleuroplatus oculireniformis Quaintance & Baker, 1917
- Aleuroplatus ovatus Quaintance & Baker, 1917
- Aleuroplatus panamensis Sampson & Drews, 1941
- Aleuroplatus pauliani Takahashi, 1955
- Aleuroplatus pectiniferus Quaintance & Baker, 1917
- Aleuroplatus periplocae (Dozier, 1934)
- Aleuroplatus perseaphagus Martin, Aguiar & Pita, 1996
- Aleuroplatus pileae Takahashi, 1939
- Aleuroplatus plumosus (Quaintance, 1900)
- Aleuroplatus polystachyae Takahashi, 1955
- Aleuroplatus premnae (Corbett, 1926)
- Aleuroplatus quaintancei (Peal, 1903)
- Aleuroplatus quercusaquaticae (Quaintance, 1900)
- Aleuroplatus robinsoni Takahashi, 1955
- Aleuroplatus sculpturatus Quaintance & Baker, 1917
- Aleuroplatus semiplumosus Russell, 1944
- Aleuroplatus serratus Takahashi, 1955
- Aleuroplatus sinepecten Singh, 1945
- Aleuroplatus spina (Singh, 1931)
- Aleuroplatus stellatus (Hempel, 1922)
- Aleuroplatus subrotundus Takahashi, 1938
- Aleuroplatus translucidus Quaintance & Baker, 1917
- Aleuroplatus tsibabenae Takahashi, 1955
- Aleuroplatus tsimananensis Takahashi, 1955
- Aleuroplatus tuberculatus Takahashi, 1951
- Aleuroplatus vaccinii Russell, 1944
- Aleuroplatus validus Quaintance & Baker, 1917
- Aleuroplatus variegatus Quaintance & Baker, 1917
- Aleuroplatus vinsoniodes (Cockerell, 1898)
- Aleuroplatus weinmanniae Takahashi, 1951